# Famille Beör
 (juillet 2024).
La famille Beör (Beör de Kövesd, et en hongrois : kövesdi Beör) est une ancienne famille de la noblesse hongroise.

## Histoire
Zsigmond Beör a reçu un diplôme de nobles avec un blason reçu le 15 juillet 1679 prince Abaffi Ier de Transylvanie.

## Blason

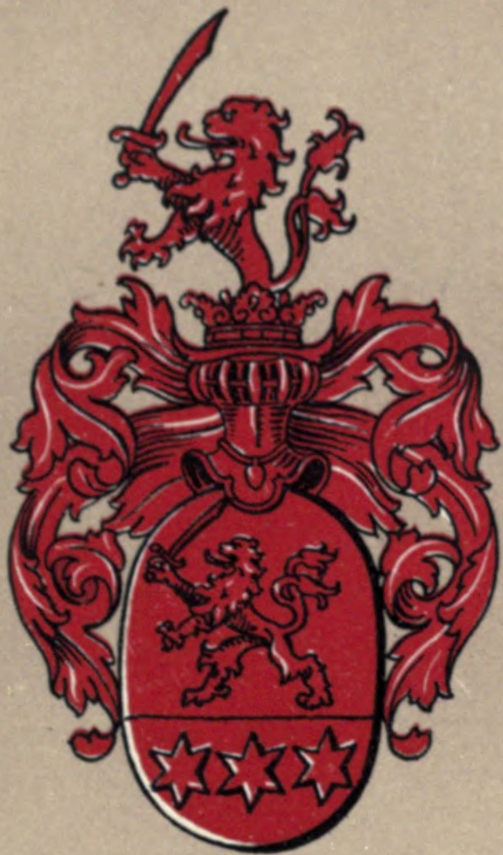
Blason de Mihály Beör

Crête: Au bas de l'écu se trouve une ligne de trois étoiles à six branches, en haut un lion à double queue levant son bras droit tient un sabre incurvé avec une croix de garde. - Gemme: Lion en croissance.
(Sceau de Mihály Beör, 1825)

## Personnalités
- Zsigmond Beör a reçu un diplôme de nobles
- comte Miksa Beör Véressy était un cinéaste

## Châteaux
- Le Palais Beör de Sfântu Gheorghe

## Pour approfondir